# Torben Eilersen
Torben Eilersen  er en dansk musiker/sanger og  komponist, født i København i 1960. Torben Eilersen spiller i Torben Lendager Band og Walkers.